# Bayer 04 Leverkusen Fußball 2023-2024
Questa voce raccoglie le informazioni riguardanti il Bayer 04 Leverkusen Fußball nelle competizioni ufficiali della stagione 2023-2024.

## Stagione
La stagione 2023-24 è la 76ª nella storia del club e la sua 51ª stagione nella massima divisione tedesca, oltre che la seconda sotto la guida di Xabi Alonso. Durante il calciomercato estivo, il Leverkusen saluta a titolo definitivo due dei suoi migliori giocatori, Moussa Diaby, trasferitosi all'Aston Villa, e Kerem Demirbay, al Galatasaray. A parametro zero viene annunciato già a maggio l'acquisto di Alejandro Grimaldo dal Benfica, mentre durante l'estate vengono chiusi, tra gli altri, i colpi di Nathan Tella dal Southampton dopo l'ottima stagione al Burnley, in Championship, di Granit Xhaka, in scadenza di contratto con l'Arsenal, che fa così ritorno in Bundesliga dopo 7 anni, di Victor Boniface dall'Union Saint-Gilloise e di Jonas Hoffmann dal Borussia M'gladbach. La prima gara stagionale è il primo turno di Coppa di Germania contro il Teutonia Ottensen, vinto 8-0. Alla prima giornata di campionato il Leverkusen batte 3-2 il RB Lipsia e successivamente 3-0 il M'Gladbach, dove Boniface segna il suo primo gol con le Aspirine. Pochi giorni dopo viene sorteggiato il girone di UEFA Europa League, conquistato in virtù del sesto posto dell'annata precedente, ed è composto da Qarabağ, Molde e Häcken. Il 15 settembre c'è il primo scontro diretto con il Bayern Monaco campione uscente e degli ultimi 11 anni di Bundesliga e ne esce un pareggio per 2-2. L'esordio in Europa League avviene 6 giorni più tardi ed è un 4-0 rifilato all'Hacken. Da qui il Leverkusen inanella 13 vittorie consecutive tra campionato e coppe, fermandosi solo con un pareggio contro il Borussia Dortmund il 3 dicembre. 11 giorni dopo il Leverkusen, battendo 5-1 il Molde, conclude il girone di Europa League da primo a punteggio pieno, seguito poi dagli azeri del Qarabag. Il momento chiave della stagione arriva tra gennaio e febbraio, in cui le Aspirine ottengono due vittorie di misura oltre il novantesimo minuto contro Augusta (firmato Ezequiel Palacios) e contro il Lipsia (dove segnano Tella, Jonathan Tah e Piero Hincapié, l'autore del gol vittoria), eliminano poi lo Stoccarda dalla Coppa di Germania approdando in semifinale e soprattutto battono 3-0 il Bayern Monaco nello scontro diretto, con le reti di Grimaldo, Jeremie Frimpong e Josip Stanisic, uno degli acquisti estivi, in prestito proprio dai bavaresi. In Europa League, nel mese successivo, il Leverkusen affronta agli ottavi di nuovo il Qarabag, che aveva a sorpresa eliminato il Braga nel turno precedente. La doppia sfida sarà più complicata del previsto: sia all'andata sia al ritorno il Qarabag va avanti infatti di due gol, ma Patrik Schick segnerà un gol all'andata e due al ritorno, tutti oltre il novantesimo, che, sommati a quelli di Florian Wirtz all'andata e di Frimpong al ritorno, saranno decisivi per il passaggio del turno. Battendo 3-2 il Friburgo il 17 marzo, il Leverkusen chiude, prima della pausa per le nazionali, al primo posto con molti punti di vantaggio sul Bayern Monaco, che nel frattempo ha iniziato una crisi di risultati che permette agli uomini di Xabi Alonso di andare in fuga. Alla ripresa, il Leverkusen batte 2-1 l'Hoffenheim e poi approda in finale di Coppa di Germania battendo 4-0 il Fortuna Düsseldorf. Il 14 aprile 2024, con una vittoria per 5-0 sul Werder Brema in cui spicca la tripletta di Wirtz, miglior giocatore della stagione del Leverkusen, le Aspirine si laureano campioni di Germania per la prima volta nella loro storia, essendo il +16 accumulato sul Bayern Monaco non più colmabile. Quattro giorni più tardi eliminano il West Ham Utd dall'Europa League qualificandosi per le semifinali contro la Roma, carnefice del connazionale Milan e già avversario delle semifinali di Europa League dell'edizione precedente. Proprio nella sfida che estromette il West Ham dalla competizione, il Leverkusen diventa la squadra con la striscia d'imbattibilità più lunga in una stagione del XXI secolo: 44 partite, superando la Juventus annata 2011/2012. La striscia viene poi portata a 45 agguantando il pareggio in casa del Borussia Dortmund al minuto 96 con rete di Stanisic e a 46 con un altro pareggio al 96° contro la sorpresa Stoccarda, portando inoltre a quota 20 i gol segnati dal Leverkusen nei minuti di recupero. Questo dato desterà molto clamore tra gli appassionati, facendo guadagnare alla squadra il nomignolo di Neverlusen. Il 9 maggio, pareggiando contro la Roma (dopo che i giallorossi si erano portati in vantaggio di due gol e con l'ennesimo pareggio all'ultimo minuto), il Leverkusen approda in finale di Europa League contro l'Atalanta con un totale di 4-2. Proprio grazie a questo pareggio le Aspirine salgono a quota 49 gare senza sconfitte tra tutte le competizioni, diventando la squadra con la striscia d'imbattibilità più lunga della storia del calcio (il precedente record del Benfica della stagione 1963-64). Il 18 maggio, battendo 2-1 l'Augsburg, diventano la prima squadra della storia della Bundesliga a concludere un campionato da imbattuti (90 punti). Il 22 maggio il Leverkusen gioca la finale di Europa League e, contro i pronostici, perde la partita per 3-0 con la tripletta dell'attaccante nigeriano Ademola Lookman, interrompendo dunque la striscia d'imbattibilità a 51 gare senza sconfitte. Si rifanno, in ogni caso, tre giorni dopo battendo 1-0 il Kaiserslautern in finale di Coppa di Germania con rete di Xhaka.

## Divise e sponsor
Lo sponsor tecnico, per la stagione 2023-2024, è Castore, mentre il main sponsor, per il settimo anno consecutivo, è Barmenia Versicherung, marchio dell'omonimo gruppo assicurativo indipendente; gli sleeve sponsor sono: per il secondo anno consecutivo Trive, compagnia olandese di servizi finanziari, e per il quinto anno consecutivo Kumho Tire, azienda internazionale di produzione di pneumatici sudcoreana, per le partite di coppa nazionale.
| Casa | Trasferta | Terza Divisa |

## Rosa
Rosa e numerazione aggiornate al 31 gennaio 2024.
| N. |                           | Ruolo | Calciatore       |
| -- | ------------------------- | ----- | ---------------- |
| 1  | Finlandia (bandiera)      | P     | Lukáš Hrádecký   |
| 2  | Croazia (bandiera)        | D     | Josip Stanišić   |
| 3  | Ecuador (bandiera)        | D     | Piero Hincapié   |
| 4  | Germania (bandiera)       | D     | Jonathan Tah     |
| 6  | Costa d'Avorio (bandiera) | D     | Odilon Kossounou |
| 7  | Germania (bandiera)       | A     | Jonas Hofmann    |
| 8  | Germania (bandiera)       | C     | Robert Andrich   |
| 9  | Spagna (bandiera)         | A     | Borja Iglesias   |
| 10 | Germania (bandiera)       | C     | Florian Wirtz    |
| 11 | Germania (bandiera)       | C     | Nadiem Amiri     |
| 12 | Burkina Faso (bandiera)   | D     | Edmond Tapsoba   |
| 13 | Brasile (bandiera)        | D     | Arthur           |
| 14 | Rep. Ceca (bandiera)      | A     | Patrik Schick    |
| 17 | Slovacchia (bandiera)     | P     | Matěj Kovář      |

| N. |                        | Ruolo | Calciatore          |
| -- | ---------------------- | ----- | ------------------- |
| 18 | Belgio (bandiera)      | D     | Noah Mbamba         |
| 19 | Nigeria (bandiera)     | A     | Nathan Tella        |
| 20 | Spagna (bandiera)      | D     | Alejandro Grimaldo  |
| 21 | Francia (bandiera)     | C     | Amine Adli          |
| 22 | Nigeria (bandiera)     | A     | Victor Boniface     |
| 23 | Rep. Ceca (bandiera)   | C     | Adam Hložek         |
| 24 | Paesi Bassi (bandiera) | D     | Timothy Fosu-Mensah |
| 25 | Argentina (bandiera)   | C     | Exequiel Palacios   |
| 30 | Paesi Bassi (bandiera) | D     | Jeremie Frimpong    |
| 31 | Belgio (bandiera)      | D     | Madi Monamay        |
| 32 | Colombia (bandiera)    | C     | Gustavo Puerta      |
| 34 | Svizzera (bandiera)    | C     | Granit Xhaka        |
| 36 | Germania (bandiera)    | P     | Niklas Lomb         |
| 38 | Germania (bandiera)    | A     | Ken Izekor          |
| 47 | Germania (bandiera)    | C     | Ayman Aourir        |

## Calciomercato

### Sessione estiva[3](dall'1/7 all'1/9)
| Acquisti         | Acquisti           | Acquisti             | Acquisti                    |
| R.               | Nome               | da                   | Modalità                    |
| ---------------- | ------------------ | -------------------- | --------------------------- |
| A                | Nathan Tella       | Southampton          | definitivo (23,3 milioni €) |
| A                | Victor Boniface    | Union Saint-Gilloise | definitivo (20,5 milioni €) |
| C                | Granit Xhaka       | Arsenal              | definitivo (15 milioni €)   |
| A                | Jonas Hofmann      | Borussia M'gladbach  | definitivo (10 milioni €)   |
| C                | Arthur             | América-MG           | definitivo (7 milioni €)    |
| P                | Matěj Kovář        | Manchester Utd       | definitivo (5 milioni €)    |
| D                | Josip Stanišić     | Bayern Monaco        | prestito                    |
| D                | Alejandro Grimaldo | Benfica              | gratuito                    |
| Altre operazioni |                    |                      |                             |
| R.               | Nome               | da                   | Modalità                    |
| C                | Gustavo Puerta     | Norimberga           | fine prestito               |
| A                | Paulinho           | Atlético Mineiro     | fine prestito               |
| P                | Lennart Grill      | Union Berlino        | fine prestito               |
| D                | Sadik Fofana       | Norimberga           | fine prestito               |

| Cessioni         | Cessioni           | Cessioni             | Cessioni                   |
| R.               | Nome               | a                    | Modalità                   |
| ---------------- | ------------------ | -------------------- | -------------------------- |
| A                | Moussa Diaby       | Aston Villa          | definitivo (55 milioni €)  |
| D                | Mitchel Bakker     | Atalanta             | definitivo (10 milioni €)  |
| C                | Kerem Demirbay     | Galatasaray          | definitivo (3,7 milioni €) |
| P                | Lennart Grill      | Union Berlino        | n.d.                       |
| A                | Paulinho           | Atlético Mineiro     | gratuito                   |
| D                | Daley Sinkgraven   | Las Palmas           | gratuito                   |
| C                | Ayman Azhil        | Borussia Dortmund II | gratuito                   |
| C                | Joshua Eze         | Fortuna Colonia      | gratuito                   |
| A                | Sardar Azmoun      | Roma                 | prestito                   |
| P                | Patrick Pentz      | Brøndby              | prestito                   |
| D                | Sadik Fofana       | Fortuna Sittard      | prestito                   |
| A                | Karim Bellarabi    |                      | svincolato                 |
| A                | Andrej Lunëv       |                      | svincolato                 |
| Altre operazioni |                    |                      |                            |
| R.               | Nome               | a                    | Modalità                   |
| A                | Callum Hudson-Odoi | Chelsea              | fine prestito              |

### Sessione invernale(dal 2/1 al 31/1)
| Acquisti         | Acquisti       | Acquisti | Acquisti               |
| R.               | Nome           | da       | Modalità               |
| ---------------- | -------------- | -------- | ---------------------- |
| A                | Borja Iglesias | Betis    | prestito (1 milione €) |
| Altre operazioni |                |          |                        |
| R.               | Nome           | da       | Modalità               |

| Cessioni         | Cessioni     | Cessioni | Cessioni |
| R.               | Nome         | a        | Modalità |
| ---------------- | ------------ | -------- | -------- |
| C                | Nadiem Amiri | Magonza  | n.d.     |
| Altre operazioni |              |          |          |
| R.               | Nome         | da       | Modalità |

## Risultati

### Bundesliga

#### Girone di andata
| Arbitro: | Brych (Monaco di Baviera) |

|                                |           |                     |
| Frimpong 24’ Tah 35’ Wirtz 64’ | Marcatori | 39’ Olmo 71’ Openda |

| Arbitro: | Dingert (Lebecksmühle) |

|  |           |                             |
|  | Marcatori | 18’, 53’ Boniface 45+6’ Tah |

| Arbitro: | Jablonski (Brema) |

|                                                          |           |                 |
| Boniface 21’, 61’ Palacios 49’ J. Hofmann 67’ Hložek 83’ | Marcatori | 24’ Vilhelmsson |

| Arbitro: | Schlager (Hügelsheim) |

|                      |           |                                    |
| Kane 7’ Goretzka 86’ | Marcatori | 24’ Grimaldo 90+4’ (rig.) Palacios |

| Arbitro: | Dingert (Lebecksmühle) |

|                                                 |           |            |
| Boniface 9’, 74’ (rig.) J. Hofmann 63’ Adli 82’ | Marcatori | 58’ Dinkçi |

| Arbitro: | Brand (Unterspiesheim) |

|  |           |                                                     |
|  | Marcatori | 18’ (aut.) Van Den Berg 59’ Grimaldo 65’ J. Hofmann |

| Arbitro: | Zwayer (Berlino) |

|                                          |           |  |
| J. Hofmann 22’ Frimpong 32’ Boniface 67’ | Marcatori |  |

| Arbitro: | Fritz (Korb) |

|             |           |                           |
| Lacroix 41’ | Marcatori | 13’ Frimpong 62’ Grimaldo |

| Arbitro: | Siebert (Berlino) |

|                              |           |           |
| Wirtz 36’ Atubolu 60’ (aut.) | Marcatori | 70’ Gulde |

| Arbitro: | Willenborg (Osnabrück) |

|                        |           |                              |
| Stach 56’ Weghorst 58’ | Marcatori | 9’ Wirtz 45+1’, 70’ Grimaldo |

| Arbitro: | Gerach (Landau) |

|                                              |           |  |
| Grimaldo 23’ Kossounou 57’ Tah 73’ Tella 83’ | Marcatori |  |

| Arbitro: | Petersen (Stoccarda) |

|  |           |                                           |
|  | Marcatori | 9’ (aut.) Deman 43’ Frimpong 76’ Grimaldo |

| Arbitro: | Siebert (Berlino) |

|              |           |            |
| Boniface 79’ | Marcatori | 5’ Ryerson |

| Arbitro: | Aytekin (Oberasbach) |

|             |           |           |
| Führich 40’ | Marcatori | 47’ Wirtz |

| Arbitro: | Dingert (Lebecksmühle) |

|                                     |           |  |
| Boniface 14’ Frimpong 52’ Wirtz 57’ | Marcatori |  |

| Arbitro: | Schlager (Hügelsheim) |

|                                            |           |  |
| Schick 30’ (rig.), 32’, 45+1’ Boniface 69’ | Marcatori |  |

| Arbitro: | Jablonski (Brema) |

|  |           |                |
|  | Marcatori | 90+4’ Palacios |

#### Girone di ritorno
| Arbitro: | Jöllenbeck (Friburgo in Brisgovia) |

|                           |           |                                  |
| Xavi Simons 7’ Openda 56’ | Marcatori | 47’ Tella 63’ Tah 90+1’ Hincapié |

| Leverkusen 27 gennaio 2024, ore 18:30 CET 19ª giornata | Bayer Leverkusen     | 0 – 0 referto | Borussia M'gladbach | BayArena (30 210 spett.)\| Arbitro: \| Aytekin (Oberasbach) \| |
| Arbitro:                                               | Aytekin (Oberasbach) |               |                     |                                                                |

| Arbitro: | Reichel (Stoccarda) |

|  |           |                |
|  | Marcatori | 33’, 52’ Tella |

| Arbitro: | Zwayer (Berlino) |

|                                          |           |  |
| Stanišić 18’ Grimaldo 50’ Frimpong 90+5’ | Marcatori |  |

| Arbitro: | Osmers (Hannover) |

|                 |           |                         |
| Kleindienst 86’ | Marcatori | 45+2’ Frimpong 81’ Adli |

| Arbitro: | Gerach (Landau in der Pfalz) |

|                      |           |         |
| Xhaka 3’ Andrich 68’ | Marcatori | 7’ Kohr |

| Arbitro: | Stieler (Amburgo) |

|  |           |                           |
|  | Marcatori | 38’ Frimpong 73’ Grimaldo |

| Arbitro: | Siebert (Berlino) |

|                     |           |  |
| Tella 37’ Wirtz 86’ | Marcatori |  |

| Arbitro: | Osmers (Hannover) |

|                     |           |                                |
| Dōan 10’ Keitel 79’ | Marcatori | 2’ Wirtz 40’ Hložek 53’ Schick |

| Arbitro: | Aytekin (Oberasbach) |

|                          |           |           |
| Andrich 88’ Schick 90+1’ | Marcatori | 33’ Beier |

| Arbitro: | Brand (Unterspiesheim) |

|  |           |                    |
|  | Marcatori | 45+8’ (rig.) Wirtz |

| Arbitro: | Osmers (Hannover) |

|                                                   |           |  |
| Boniface 25’ (rig.) Xhaka 60’ Wirtz 68’, 83’, 90’ | Marcatori |  |

| Arbitro: | Siebert (Berlino) |

|              |           |                |
| Füllkrug 81’ | Marcatori | 90+7’ Stanišić |

| Arbitro: | Zwayer (Berlino) |

|                        |           |                       |
| Adli 61’ Andrich 90+6’ | Marcatori | 47’ Führich 57’ Undav |

| Arbitro: | Dingert (Lebecksmühle) |

|             |           |                                                                           |
| Ekitike 32’ | Marcatori | 12’ Xhaka 44’ Schick 58’ (rig.) Palacios 77’ Frimpong 89’ (rig.) Boniface |

| Arbitro: | Brand (Unterspiesheim) |

|  |           |                                                                       |
|  | Marcatori | 41’ Schick 45+2’ (rig.) Boniface 76’ Adli 86’ Stanišić 90+3’ Grimaldo |

| Arbitro: | Jöllenbeck (Friburgo in Brisgovia) |

|                          |           |           |
| Boniface 12’ Andrich 27’ | Marcatori | 62’ Kömür |

### DFB-Pokal
| Arbitro: | Bauer (Magonza) |

|  |           |                                                                                               |
|  | Marcatori | 16’ Tapsoba 42’ Boniface 45+1’ Wirtz 59’ (rig.) Adli 68’ Frimpong 75’, 90’ Hložek 81’ Hofmann |

| Arbitro: | Hempel (Großnaundorf) |

|                          |           |                                                        |
| Ehlich 50’ Ben Balla 57’ | Marcatori | 21’ (rig.) Palacios 54’ Tah 85’ Hložek 88’, 90+2’ Adli |

| Arbitro: | Stieler (Amburgo) |

|                                      |           |           |
| Boniface 12’ Palacios 28’ Schick 87’ | Marcatori | 83’ Klaas |

| Arbitro: | Schlager (Hügelsheim) |

|                              |           |                       |
| Andrich 50’ Adli 66’ Tah 90’ | Marcatori | 11’ Anton 58’ Führich |

| Arbitro: | Dingert (Lebecksmühle) |

|                                            |           |  |
| Frimpong 7’ Adli 20’ Wirtz 36’, 60’ (rig.) | Marcatori |  |

| Arbitro: | Dankert (Rostock) |

|  |           |           |
|  | Marcatori | 16’ Xhaka |

### UEFA Europa League

#### Fase a gironi
| Arbitro: | Lukjančukas |

|                                             |           |  |
| Wirtz 10’ Adli 16’ Boniface 66’ Hofmann 70’ | Marcatori |  |

| Arbitro: | Papapetrou |

|             |           |                        |
| Breivik 87’ | Marcatori | 14’ Frimpong 18’ Tella |

| Arbitro: | Fesnic |

|                                                     |           |                     |
| Wirtz 6’ Grimaldo 29’, 55’ Boniface 36’ Tapsoba 57’ | Marcatori | 16’ (rig.) Bayramov |

| Arbitro: | Pawson |

|  |           |                       |
|  | Marcatori | 90+4’ (rig.) Boniface |

| Arbitro: | Weinberger |

|  |           |                         |
|  | Marcatori | 14’ Boniface 74’ Schick |

| Arbitro: | Jones |

|                                                            |           |              |
| Schick 6’ Tapsoba 22’ Ellingsen 25’ (aut.) Hložek 60’, 70’ | Marcatori | 76’ Kitolano |

#### Fase ad eliminazione diretta
| Arbitro: | Bastien |

|                          |           |                        |
| Benzia 26’ Juninho 45+2’ | Marcatori | 70’ Wirtz 90+2’ Schick |

| Arbitro: | Taylor |

|                                  |           |                        |
| Frimpong 72’ Schick 90+3’, 90+7’ | Marcatori | 58’ Zoubir 67’ Juninho |

| Arbitro: | Soares Dias |

|                            |           |  |
| Hofmann 83’ Boniface 90+1’ | Marcatori |  |

| Arbitro: | Sánchez Martínez |

|             |           |              |
| Antonio 13’ | Marcatori | 89’ Frimpong |

| Arbitro: | Letexier |

|  |           |                       |
|  | Marcatori | 28’ Wirtz 73’ Andrich |

| Arbitro: | Makkelie |

|                                   |           |                                |
| Mancini 82’ (aut.) Stanišić 90+7’ | Marcatori | 43’ (rig.), 66’ (rig.) Paredes |

##### Finale
| Arbitro: | Kovács |

|                       |           |  |
| Lookman 12’, 26’, 75’ | Marcatori |  |

## Statistiche finali

### Statistiche di squadra
Statistiche aggiornate al 25 maggio 2024.
| Competizione      | Punti | In casa | In casa | In casa | In casa | In casa | In casa | In trasferta | In trasferta | In trasferta | In trasferta | In trasferta | In trasferta | In campo neutro | In campo neutro | In campo neutro | In campo neutro | In campo neutro | In campo neutro | Totale | Totale | Totale | Totale | Totale | Totale | DR   |
| Competizione      | Punti | G       | V       | N       | P       | Gf      | Gs      | G            | V            | N            | P            | Gf           | Gs           | G               | V               | N               | P               | Gf              | Gs              | G      | V      | N      | P      | Gf     | Gs     | DR   |
| ----------------- | ----- | ------- | ------- | ------- | ------- | ------- | ------- | ------------ | ------------ | ------------ | ------------ | ------------ | ------------ | --------------- | --------------- | --------------- | --------------- | --------------- | --------------- | ------ | ------ | ------ | ------ | ------ | ------ | ---- |
| Bundesliga        | 90    | 17      | 14      | 3       | 0       | 47      | 11      | 17           | 14           | 3            | 0            | 42           | 13           | -               | -               | -               | -               | -               | -               | 34     | 28     | 6      | 0      | 89     | 24     | +65  |
| Coppa di Germania | -     | 3       | 3       | 0       | 0       | 10      | 3       | 2            | 2            | 0            | 0            | 13           | 2            | 1               | 1               | 0               | 0               | 1               | 0               | 6      | 6      | 0      | 0      | 24     | 5      | +19  |
| Europa League     | 18    | 6       | 5       | 1       | 0       | 21      | 6       | 6            | 4            | 2            | 0            | 10           | 4            | 1               | 0               | 0               | 1               | 0               | 3               | 13     | 9      | 3      | 1      | 31     | 13     | +18  |
| Totale            | -     | 26      | 22      | 4       | 0       | 78      | 20      | 25           | 20           | 5            | 0            | 65           | 19           | 2               | 1               | 0               | 1               | 1               | 3               | 53     | 43     | 9      | 1      | 144    | 42     | +102 |

### Andamento in campionato
| Giornata  | 1 | 2 | 3 | 4 | 5 | 6 | 7 | 8 | 9 | 10 | 11 | 12 | 13 | 14 | 15 | 16 | 17 | 18 | 19 | 20 | 21 | 22 | 23 | 24 | 25 | 26 | 27 | 28 | 29 | 30 | 31 | 32 | 33 | 34 |
| --------- | - | - | - | - | - | - | - | - | - | -- | -- | -- | -- | -- | -- | -- | -- | -- | -- | -- | -- | -- | -- | -- | -- | -- | -- | -- | -- | -- | -- | -- | -- | -- |
| Luogo     | C | T | C | T | C | T | C | T | C | T  | C  | T  | C  | T  | C  | C  | T  | T  | C  | T  | C  | T  | C  | T  | C  | T  | C  | T  | C  | T  | C  | T  | T  | C  |
| Risultato | V | V | V | N | V | V | V | V | V | V  | V  | V  | N  | N  | V  | V  | V  | V  | N  | V  | V  | V  | V  | V  | V  | V  | V  | V  | V  | N  | N  | V  | V  | V  |
| Posizione | 1 | 1 | 1 | 1 | 1 | 1 | 1 | 1 | 1 | 1  | 1  | 1  | 1  | 1  | 1  | 1  | 1  | 1  | 1  | 1  | 1  | 1  | 1  | 1  | 1  | 1  | 1  | 1  | 1  | 1  | 1  | 1  | 1  | 1  |

Fonte:  Bundesliga - Tabelle, su bundesliga.com.
Legenda:

Luogo: C = Casa; T = Trasferta. Risultato: V = Vittoria; N = Pareggio; P = Sconfitta.

### Statistiche dei giocatori
Sono in corsivo i calciatori che hanno lasciato la società a stagione in corso.
| Giocatore    | Bundesliga | Bundesliga | Bundesliga  | Bundesliga | Coppa di Germania | Coppa di Germania | Coppa di Germania | Coppa di Germania | Europa League | Europa League | Europa League | Europa League | Totale   | Totale | Totale      | Totale     |
| Giocatore    | Presenze   | Reti       | Ammonizioni | Espulsioni | Presenze          | Reti              | Ammonizioni       | Espulsioni        | Presenze      | Reti          | Ammonizioni   | Espulsioni    | Presenze | Reti   | Ammonizioni | Espulsioni |
| ------------ | ---------- | ---------- | ----------- | ---------- | ----------------- | ----------------- | ----------------- | ----------------- | ------------- | ------------- | ------------- | ------------- | -------- | ------ | ----------- | ---------- |
| A. Adli      | 23         | 4          | 5           | 0          | 6                 | 5                 | 0                 | 0                 | 13            | 1             | 1             | 0             | 42       | 10     | 6           | 0          |
| N. Amiri     | 8          | 0          | 0           | 0          | 1                 | 0                 | 0                 | 0                 | 0             | 0             | 0             | 0             | 9        | 0      | 0           | 0          |
| A. Aourir    | 0          | 0          | 0           | 0          | 0                 | 0                 | 0                 | 0                 | 1             | 0             | 0             | 0             | 1        | 0      | 0           | 0          |
| R. Andrich   | 28         | 4          | 4           | 0          | 6                 | 1                 | 0                 | 0                 | 11            | 1             | 3             | 0             | 45       | 6      | 7           | 0          |
| Arthur       | 4          | 0          | 0           | 0          | 1                 | 0                 | 0                 | 0                 | 0             | 0             | 0             | 0             | 5        | 0      | 0           | 0          |
| V. Boniface  | 23         | 14         | 2           | 0          | 3                 | 2                 | 0                 | 0                 | 8             | 5             | 1             | 0             | 34       | 21     | 3           | 0          |
| J. Frimpong  | 31         | 9          | 6           | 0          | 6                 | 2                 | 1                 | 0                 | 10            | 3             | 0             | 0             | 47       | 14     | 7           | 0          |
| A. Grimaldo  | 33         | 10         | 1           | 0          | 6                 | 0                 | 1                 | 0                 | 12            | 2             | 1             | 0             | 51       | 12     | 3           | 0          |
| P. Hincapié  | 26         | 1          | 2           | 0          | 5                 | 0                 | 1                 | 0                 | 12            | 0             | 0             | 0             | 43       | 1      | 3           | 0          |
| A. Hložek    | 23         | 2          | 1           | 0          | 4                 | 3                 | 2                 | 0                 | 9             | 2             | 0             | 0             | 36       | 7      | 3           | 0          |
| J. Hofmann   | 32         | 4          | 3           | 0          | 5                 | 1                 | 0                 | 0                 | 9             | 2             | 1             | 0             | 46       | 7      | 4           | 0          |
| L. Hrádecký  | 33         | -24        | 1           | 0          | 2                 | -0                | 1                 | 0                 | 0             | 0             | 0             | 0             | 35       | -24    | 2           | 0          |
| B. Iglesias  | 7          | 0          | 0           | 0          | 1                 | 0                 | 0                 | 0                 | 2             | 0             | 0             | 0             | 10       | 0      | 0           | 0          |
| K. Izekor    | 0          | 0          | 0           | 0          | 0                 | 0                 | 0                 | 0                 | 1             | 0             | 0             | 0             | 1        | 0      | 0           | 0          |
| O. Kossounou | 22         | 1          | 3           | 0          | 4                 | 0                 | 2                 | 1                 | 8             | 0             | 1             | 0             | 34       | 1      | 6           | 1          |
| M. Kovář     | 1          | -0         | 0           | 0          | 4                 | -5                | 0                 | 0                 | 12            | -11           | 1             | 0             | 17       | -16    | 1           | 0          |
| N. Lomb      | 0          | 0          | 0           | 0          | 0                 | 0                 | 0                 | 0                 | 1             | -1            | 0             | 0             | 1        | -1     | 0           | 0          |
| N. Mbamba    | 3          | 0          | 0           | 0          | 1                 | 0                 | 0                 | 0                 | 2             | 0             | 0             | 0             | 6        | 0      | 0           | 0          |
| E. Palacios  | 24         | 4          | 6           | 0          | 3                 | 2                 | 1                 | 0                 | 9             | 0             | 1             | 0             | 36       | 6      | 8           | 0          |
| G. Puerta    | 7          | 0          | 0           | 0          | 0                 | 0                 | 0                 | 0                 | 3             | 0             | 0             | 0             | 10       | 0      | 0           | 0          |
| P. Schick    | 20         | 7          | 1           | 0          | 3                 | 1                 | 0                 | 0                 | 9             | 5             | 1             | 0             | 32       | 13     | 2           | 0          |
| J. Stanišić  | 20         | 3          | 3           | 0          | 5                 | 0                 | 0                 | 0                 | 13            | 1             | 0             | 0             | 38       | 4      | 3           | 0          |
| J. Tah       | 31         | 4          | 6           | 0          | 6                 | 2                 | 0                 | 0                 | 11            | 0             | 4             | 0             | 48       | 6      | 10          | 0          |
| E. Tapsoba   | 28         | 0          | 4           | 0          | 6                 | 1                 | 0                 | 0                 | 12            | 2             | 3             | 0             | 46       | 3      | 7           | 0          |
| N. Tella     | 24         | 5          | 2           | 0          | 4                 | 0                 | 0                 | 0                 | 11            | 1             | 0             | 0             | 39       | 6      | 2           | 0          |
| F. Wirtz     | 32         | 11         | 3           | 0          | 6                 | 3                 | 0                 | 0                 | 11            | 4             | 4             | 0             | 49       | 18     | 7           | 0          |
| G. Xhaka     | 33         | 3          | 5           | 0          | 6                 | 1                 | 0                 | 0                 | 11            | 0             | 2             | 0             | 50       | 4      | 7           | 0          |